# Bill Smith (baloncestista)
William F. "Bill" Smith (26 de abril de 1939-13 de septiembre de 2023) fue un exjugador de baloncesto estadounidense que disputó una temporada en la NBA. Con 1,96 metros de estatura, jugaba en la posición de escolta.

## Trayectoria deportiva

### Universidad
Jugó durante dos temporadas con los Peacocks del Saint Peter's College, siendo el primer jugador de dicha institución en llegar a jugar en la NBA. En total promedió 24,9 puntos por partido, ostentando hoy en día el récord de la universidad de tiros libres lanzados y anotados en una temporada (272-232).

### Profesional
Fue elegido en la cuadragésimo segunda posición del Draft de la NBA de 1961 por New York Knicks, con los que disputó nueve partidos en los que promedió 2,6 puntos y 1,8 rebotes.

## Estadísticas de su carrera en la NBA

### Temporada regular
| Temporada | Edad | Equipo          | Liga | Pos. | P | TIT | MIN | TC  | TCA | %TC  | 3P | 3PA | %3P | TL  | TLA | %TL  | R.OF. | R.DEF. | REB | ASIS | ROB | TAP | PER | FP  | PTS |
| 1961-62   | 22   | New York Knicks | NBA  |      | 9 |     | 9.2 | 0.9 | 3.7 | .242 |    |     |     | 0.8 | 0.9 | .875 |       |        | 1.8 | 0.8  |     |     |     | 0.7 | 2.6 |
| Total     |      |                 | NBA  |      | 9 |     | 9.2 | 0.9 | 3.7 | .242 |    |     |     | 0.8 | 0.9 | .875 |       |        | 1.8 | 0.8  |     |     |     | 0.7 | 2.6 |